# Cathédrale primitive Notre-Dame de Paris
La cathédrale primitive Notre-Dame de Paris constitue au Moyen Âge, avec la basilique Saint-Étienne et le baptistère Saint-Jean-le-Rond, l'ecclésia du diocèse de Paris, le groupe épiscopal qui a précédé, du VIe au XIIe siècle, la cathédrale Notre-Dame de Paris de l'évêque Maurice de Sully. Les travaux de Jean Hubert faisant de Saint-Étienne et Notre-Dame une cathédrale double (de) ont été remis en question par les recherches les plus récentes. 

## Historique

### Jean Hubert contre Victor Mortet
Renversant la thèse soutenue en 1888 par Victor Mortet et dont les conclusions furent jusqu'en 1938 admises par l'archéologie, Jean Hubert place  Saint-Étienne à l'ouest de la cathédrale actuelle, et la cathédrale primitive Notre-Dame plus à l'est, sur l'emplacement du chœur.
Selon Victor Mortet, l'église dont le mur occidental s'élevait à environ 40 mètres en avant de la façade actuelle aurait été consacrée à Notre-Dame et aurait été utilisée jusqu'à la fin du XIIe siècle. L'abside retrouvée sous le sol du chœur de l'actuelle cathédrale aurait été celle de Saint-Étienne.
Jean Hubert démontre que l'église primitive Notre-Dame occupait l'emplacement d'une partie de la nef, du transept et de la première travée double du chœur de la cathédrale actuelle, et que l'église dont le mur occidental s'élevait à environ 40 mètres en avant de la façade actuelle est l'ancienne église mérovingienne de Saint-Étienne abandonnée à partir de 857 et en ruines en 1112.
Notre-Dame forme avec Saint-Étienne une cathédrale double (de) qui, accompagnée par le baptistère Saint-Jean-le-Rond, constitue au Moyen Âge l'ecclésia du diocèse de Paris, le groupe épiscopal qui a précédé, du VIe au XIIe siècle, la cathédrale Notre-Dame de Paris de l'évêque Maurice de Sully.
Après le sac de Paris par les Normands, Saint-Étienne est progressivement abandonnée, Notre-Dame, dont le vocable est connu depuis le VIIe siècle, est reconstruite, encore plus grande, et devient le siège principal de l'évêché. Le chapitre de la cathédrale prend le nom de cloître Notre-Dame. Sa limite est connue par un acte de Louis VI définissant en 1112 le droit de voirie de l'évêque. La porte du cloître se trouve alors contre le baptistère de Saint-Jean-le-Rond. Le droit de l'évêque s'exerce sur le terrain de Notre-Dame, sur l'espace pris entre les ruines de Saint-Étienne et sur un terrain s'étendant depuis le mur de Saint-Étienne jusqu'à la Seine, en passant devant la cour de l'évêque, à l'ouest du palais épiscopal. L'emplacement compris entre Notre-Dame et l'ancien chevet de Saint-Étienne où se trouvent des maisons canoniales appartient au chapitre. L'extrémité sud-ouest du cloître Notre-Dame se trouve contre les restes de Saint-Étienne, sous la place du parvis actuel. Notre-Dame fait alors l'objet d'une restauration importante et est dotée d'une nouvelle couverture en 1124. Suger fait don vers 1145 d'un vitrail illustrant le Triomphe de la Vierge.
Le chœur de la cathédrale Notre-Dame primitive occupe l'emplacement des deux premières travées du chœur actuel. La nef s'avance jusqu'aux premières travées de la nef actuelle. La façade, située à peu de distance de l'Hôtel-Dieu primitif, est percée d'une seule porte. L'abside est préservée jusqu'à la construction du nouveau chœur en 1163. Le culte se poursuit dans la nef pendant les travaux de la nouvelle cathédrale jusqu'en 1180. Les fondations de la nef disparaissent lors du creusement de la crypte destinée à recevoir le corps des chanoines et les ossements recueillis lors des travaux de réfection du dallage de la cathédrale en 1765 et celles du chœur, retrouvées en 1858 lors de l'agrandissement du caveau des archevêques, disparaissent également à ce moment-là. Les ruines de l'ancienne église Saint-Étienne avaient déjà complètement disparu lors du début des travaux de construction du chœur de la nouvelle cathédrale en 1163. Sur leur emplacement, s'étend la place du parvis Notre-Dame. Le tympan avec le Triomphe de la Vierge et des scènes de l'Enfance du Christ est replacé sur la nouvelle façade comme une partie des voussures que l'on retrouve dans la porte de droite de la façade actuelle. Des vestiges de la rue Neuve-Notre-Dame percée « ante ecclesie Beate Marie paravisum » sont retrouvés en 1847. 

### Études récentes contre Jean Hubert
Cette approche, au XXe siècle, de Jean Hubert et Marcel Aubert faisant de Saint-Étienne et Notre-Dame une cathédrale double (de) est cependant remise en question par les études récentes qui n'ont pas permis de confirmer les hypothèses avancées.
Quatre cathédrales se sont succédé dans l'île de la Cité avant la cathédrale gothique : une cathédrale paléochrétienne (IVe siècle), une cathédrale mérovingienne (VIe siècle : transformation de la cathédrale paléochrétienne), une cathédrale carolingienne (IXe siècle : réaménagement de la cathédrale mérovingienne) et une cathédrale romane (XIe – XIIe siècle : construction nouvelle). La localisation des deux premières est inconnue. La cathédrale carolingienne serait, sous réserve de confirmation archéologique, l'édifice dégagé sous le parvis de Notre-Dame. La cathédrale romane a pu être construite à l'est de la cathédrale carolingienne, dans l'espace occupé par l'actuelle cathédrale, mais les preuves archéologiques sont minces.
Les textes consacrés à la cathédrale pendant la période du IVe à la première moitié du XIIe siècle ne permettent pas de situer les bâtiments disparus. Sulpice-Sévère qui évoque la cathédrale de Paris dans la Vie de saint Martin ne parle pas de l'édifice. Alors qu'un évêque siège dans la Cité depuis plus de deux siècles, les vers de Venance Fortunat louant les aménagements dont Childebert Ier avait doté la cathédrale sont le seul texte qui donne quelque détail à propos de la cathédrale jusqu'à l'acte de Louis VI au début du XIIe siècle. Les données archéologiques sont lacunaires. L'historiographie est cependant abondante et les débats nombreux concernant l'implantation et l'évolution de la cathédrale primitive, son vocable ou ses vocables successifs, son environnement et l'identification des édifices associés. 
Au IVe siècle, les autorités impériales et municipales s'installent dans l'île de la Cité. Il semble probable que l'autorité religieuse s'y transporte dans le même temps mais dans des conditions indéterminées aucune trace archéologique n'ayant été retrouvée. Le mur dans lequel fut remployé le pilier des Nautes, dégagé en 1711, appartenait à un monument civil ou militaire plutôt qu'à la cathédrale primitive, qui n'est pas non plus le bâtiment retrouvé sous le parvis de Notre-Dame. On ne sait si la cathédrale du VIe siècle fut entièrement construite par Childebert Ier ou s'il avait simplement rénové un édifice préexistant. On ignore tout de son aspect, excepté quelques éléments du décor et on ignore aussi son emplacement.
L'identification avec l'église Saint-Jean-le-Rond du baptistère cité dans les textes du VIe siècle n'est pas démontrée archéologiquement. La mention de saint Étienne dans un acte de donation a été interprétée à tort comme une attestation de la dédicace de la cathédrale à saint Étienne. La basilique a certainement fait partie du groupe épiscopal mais en qualité de sanctuaire dédié à la commémoration du premier martyr. Les fondations de l'église à nef unique de 22 m sur 10 avec un chevet arrondi orienté et dont l'angle sud-est est engagé sous la porte du Cloître découvertes en 1884 pourraient être celles de cette basilique Saint-Étienne. L'alignement, plus ou moins parallèle au mur de la ville, sur un axe est-ouest d'une centaine de mètres de cette église et du baptistère, se prolongeant vers l'ouest avec Saint-Christophe, pourrait délimiter le périmètre où se trouvaient la cathédrale mérovingienne et la résidence épiscopale à la fin du VIIe siècle.
En 1847, les fondations d'un édifice construit sur le rempart du IVe siècle ont été dégagées lors de fouilles sous le parvis de Notre-Dame. De plan basilical, avec une nef centrale de 9,51 m de large, des collatéraux de 5,11 m au nord, de 4,85 m au sud et un avant-corps occidental, sa longueur est de 35 m. Sa partie orientale a été détruite lors de l'édification de la cathédrale gothique. Son chevet se trouvait peut-être au niveau de la troisième travée de la nef de la cathédrale actuelle, portant sa longueur à 74 m. Le caractère monumental de sa partie occidentale est caractéristique de la période des VIIIe – Xe siècle. Ses dimensions imposantes et sa localisation permettent de l'associer aux vestiges de la cathédrale carolingienne. Cette nouvelle cathédrale a vraisemblablement été édifiée, dans les premières décennie du IXe siècle, grâce à une donation impériale, comme à Reims, à Rouen ou à Tournai, l'aval du souverain étant en outre nécessaire pour l'arasement du rempart. Sa construction est sans doute en rapport avec la réforme canoniale carolingienne qui occasionna un aménagement du quartier des chanoines avec la construction d'un enclos, réforme effective à Paris en 829. Le quartier canonial, attesté dès le début du Xe siècle, pourrait avoir été implanté dès l'origine au nord du secteur cathédral.
Avant la période carolingienne, le vocable de la cathédrale est inconnu. À partir de la seconde moitié du VIIIe siècle, sa dédicace est explicite et sainte Marie est toujours sa principale (devant saint Étienne et saint Germain en 775, devant saint Étienne en 829) ou sa seule patronne. Aucun texte ne confirme la thèse de la cathédrale double (de) de Jean Hubert. Les travaux réalisés modifient la configuration de la partie orientale de l'île de la Cité et permettent à la cathédrale d'affirmer visuellement sa primauté par rapport aux sanctuaires voisins. 
Jusqu'au début du XIIe siècle les textes laissent à nouveau la cathédrale dans l'ombre. En 1112, le roi partage les droits seigneuriaux de l'île de la Cité avec l'évêque de Paris par un acte qui définit son périmètre. Celui-ci comprend la nouvelle cathédrale et l'espace délimité par les murs de la vieille cathédrale. Il engloberait l'édifice retrouvé sous le parvis de Notre-Dame et comprendrait l'emplacement de la cathédrale romane, sans doute une partie de l'espace occupé par la cathédrale gothique. La vieille cathédrale en ruine serait la cathédrale carolingienne découverte sous le parvis de Notre-Dame. Les résultats des fouilles archéologiques paraissent confirmer que l'église du parvis a connu une phase d'abandon qui a permis la récupération de son décor après la période carolingienne. Il est probable que la nouvelle cathédrale avait été construite à l'est de celle du parvis, à l'emplacement de la cathédrale gothique sous le chœur de laquelle les fondations d'une abside ont été dégagées en 1848. Son portail occidental est mentionné dans un acte de 1120 et sa couverture en 1124, lors de sa restauration par l'archidiacre Étienne de Garlande. Elle est pourvue d'une verrière par l'abbé Suger de Saint-Denis. 
Quarante-huit voussoirs de l'archivolte, le tympan, le linteau supérieur et les deux consoles qui soutiennent le linteau inférieur du portail Sainte-Anne de la cathédrale gothique, sont du XIIe siècle. Le nimbe du Christ est remployé dans le tympan du portail du Jugement dernier. D'autres fragments de décor sculpté ont été retrouvés devant le  portail central sous le parvis de la cathédrale gothique. Le soubassement des ébrasements à ressauts d'un portail du milieu du XIIe siècle ont été retrouvés en 1982 dans du blocage employé dans les fondations du quatrième pilier méridional de la nef centrale. La datation de toutes ces sculptures se situerait entre 1145 et 1175. Ce décor sculpté fut sans doute commandé par Étienne de Senlis ou par son successeur, Thibaud, bâtisseur de Saint-Martin-des-Champs. Ce qui conduit les chercheurs à s'interroger sur les raisons qui ont amené Maurice de Sully à détruire l'édifice roman récent et richement décoré pour construire sa propre cathédrale, scellant la « fin d'une topographie du quartier cathédral héritée du premier Moyen Âge ».